# Saint-Pierre-de-Manneville
Saint-Pierre-de-Manneville är en kommun i departementet Seine-Maritime i regionen Normandie i norra Frankrike. Kommunen ligger i kantonen Grand-Couronne som tillhör arrondissementet Rouen. År 2022 hade Saint-Pierre-de-Manneville 884 invånare.

## Befolkningsutveckling
Antalet invånare i kommunen Saint-Pierre-de-Manneville
| Referens: INSEE |